# 正則グラフ
正則グラフ（せいそくグラフ、英: regular graph）は、グラフ理論において、各頂点の隣接する頂点数が全て同じであるようなグラフである。すなわち、全ての頂点の次数が等しい。頂点の次数が k の正則グラフを 「k-正則グラフ」または「次数 k の正則グラフ」と呼ぶ。
次数2までの正則グラフの分類は容易である。0-正則グラフは連結されていない頂点で構成され、1-正則グラフは連結されていない辺で構成され、2-正則グラフは連結されていない閉路で構成される。
3-正則グラフは立方体グラフとも呼ばれる。
正則グラフのうち、隣接する2つの頂点に共通する隣接点が常に同じ l 個で、隣接しない2つの頂点に共通する隣接点が常に同じ n 個となっているものを強正則グラフという。正則だが強正則でない最小のグラフは、6頂点の閉路グラフかつ循環グラフである。
完全グラフ {\displaystyle K_{m}} は任意の {\displaystyle m} について強正則である。
クリスピン・ナッシュ＝ウィリアムズの定理によれば、2k+1 個の頂点から成る k-正則グラフには必ずハミルトン路がある。

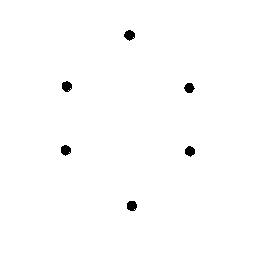
0-正則グラフ
1-正則グラフ
2-正則グラフ
3-正則グラフ

## 代数的属性
あるグラフの隣接行列を A とする。そのグラフが k-正則であることは、ベクトル {\displaystyle {\textbf {j}}=(1,\dots ,1)} が固有値 k に属する A の固有ベクトルであることと同値である。他の固有値に対応した固有ベクトルは {\displaystyle {\textbf {j}}} と直交なので、そのような固有ベクトル {\displaystyle v=(v_{1},\dots ,v_{n})} について {\displaystyle \sum _{i=1}^{n}v_{i}=0} が成り立つ。
次数 k の正則グラフが連結していることと、固有値 k の重複度が1であることは同値である。
正則な連結グラフの判定基準も存在する。グラフが連結かつ正則であることと、{\displaystyle J_{ij}=1} である行列 J がそのグラフの隣接代数（Aの冪乗の1次結合）にあることは同値である。
グラフGはk-正則グラフで、直径D、隣接行列の固有値群は {\displaystyle k=\lambda _{0}>\lambda _{1}\geq \dots \geq \lambda _{n-1}} とする。Gが2部グラフでないなら、次が成り立つ。
{\displaystyle D\leq {\frac {\log {(n-1)}}{\log(k/\lambda )}}+1}
ここで {\displaystyle \lambda =\max _{i>0}\{\mid \lambda _{i}\mid \}} である。

## 生成
正則グラフを生成するソフトウェアとして GenReg がある。